# Östermalm
Östermalm est un quartier du district Norra innerstaden de Stockholm en Suède.
Il a donné son nom à l'ancien district d'Östermalm,.

## Histoire
Au début du XVe siècle, le roi Éric de Poméranie fonde le village de Vadla. Celui-ci reste très rural jusqu'au XVIIe siècle, avec bon nombre d'éleveurs de bovins. En 1672, la partie orientale du quartier voit la naissance d'un terrain d'exercice militaire ; des officiers viennent alors s'installer au milieu d'une population miséreuse.
En 1880, un nouveau projet d'urbanisme prévoit la création d'un plan en damier avec des artères bordées de maisons élégantes de 4-6 étages. L'aspect campagnard disparaît et l'endroit est rebaptisé de son nom actuel, abandonnant celui de Ladugårdslandet.
La Couronne étant propriétaire d'une partie des terrains depuis des siècles, un certain nombre de bâtiments officiels, de musées et d'établissements publics d'enseignement supérieur sont situés dans Östermalm.
Au XXe siècle, un grand nombre d'ambassades s'y sont installées comme celle des États-Unis, du Royaume-Uni, de France, d'Allemagne, de Pologne, de Thaïlande, de Norvège et de Malaisie.

## Lieux et monuments
- Strandvägen
- Narvavägen
- Valhallavägen
- Humlegården
- Allmänna barnbördshuset
- Cathédrale orthodoxe Saint-George
- Église d'Oscar
- Marché couvert d'Östermalm
- Église Hedwige-Éléonore
- Musée historique de Stockholm
- Ambassade de France
- Maximteatern
- Théâtre dramatique royal
- Palais Broms
- Bajonetten 1
- Bajonetten 7
- Klippan 9
- Kvarteret Bodarne
- Église anglicane de Stockholm
- Église Gustave Adolphe
- Palais Bång
- Östermalmstorg
- Eriksbergsparken

## Galerie

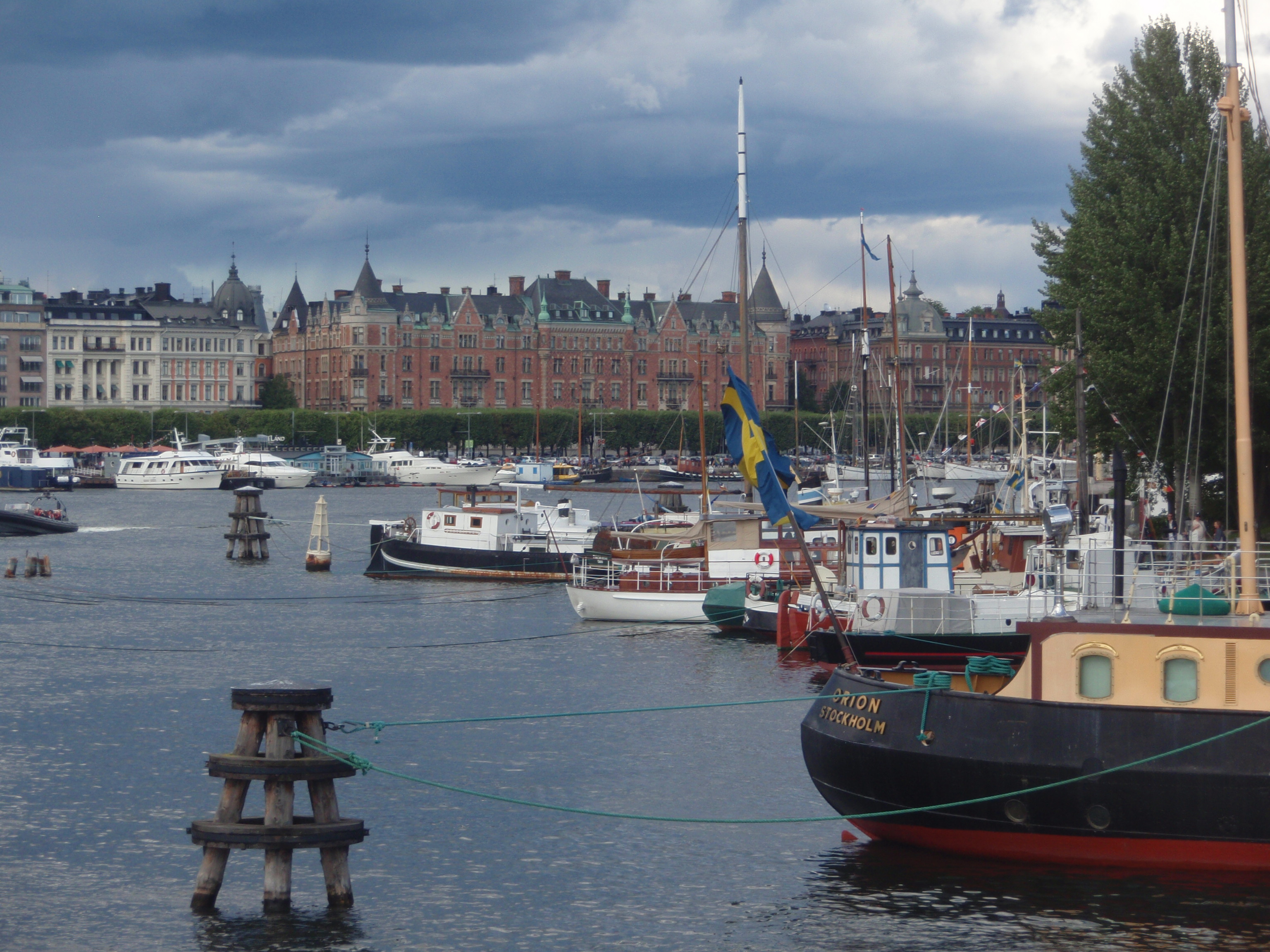
Vue de l'avenue Strandvägen à Östermalm.
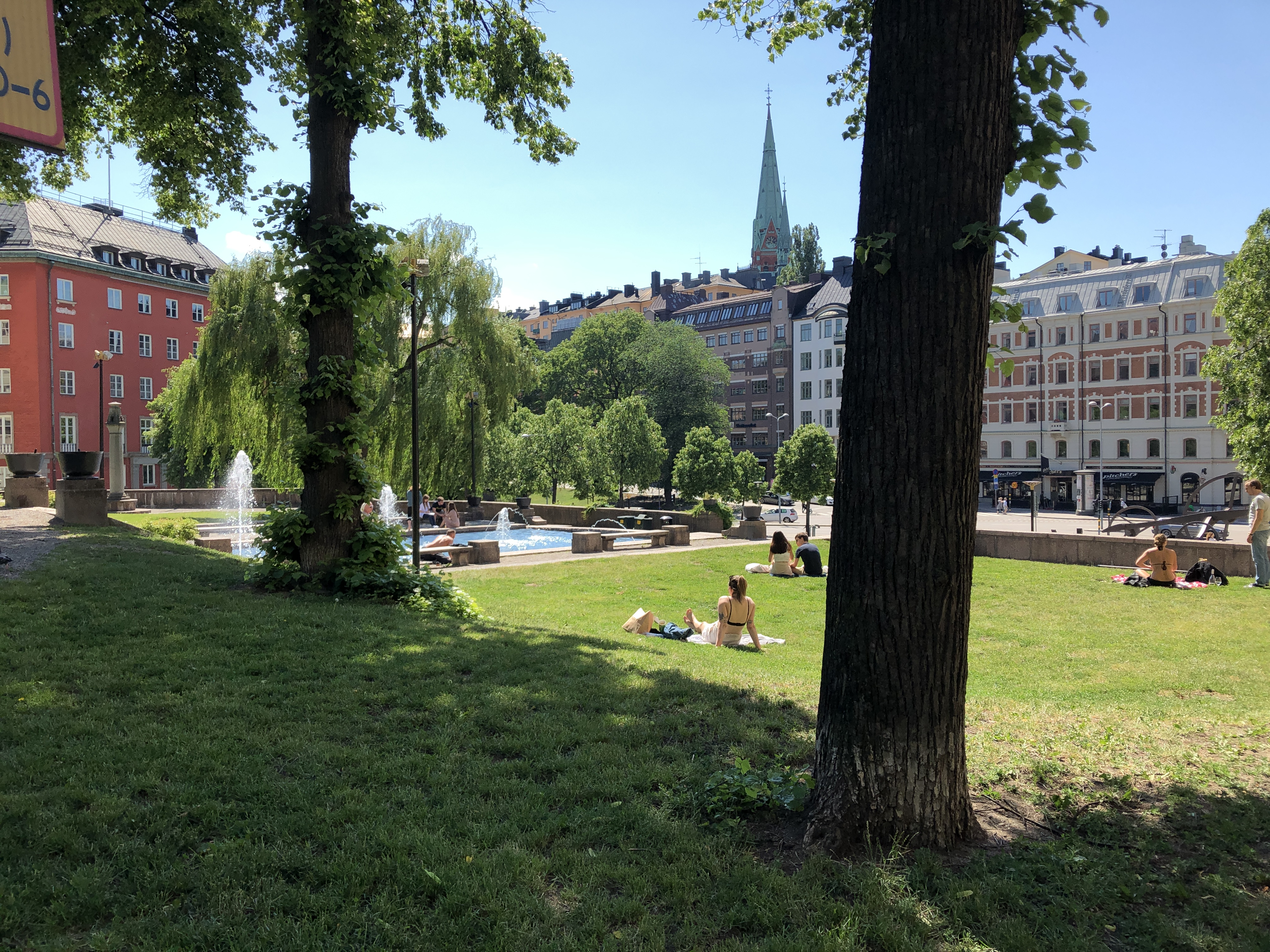
Eriksbergsparken.
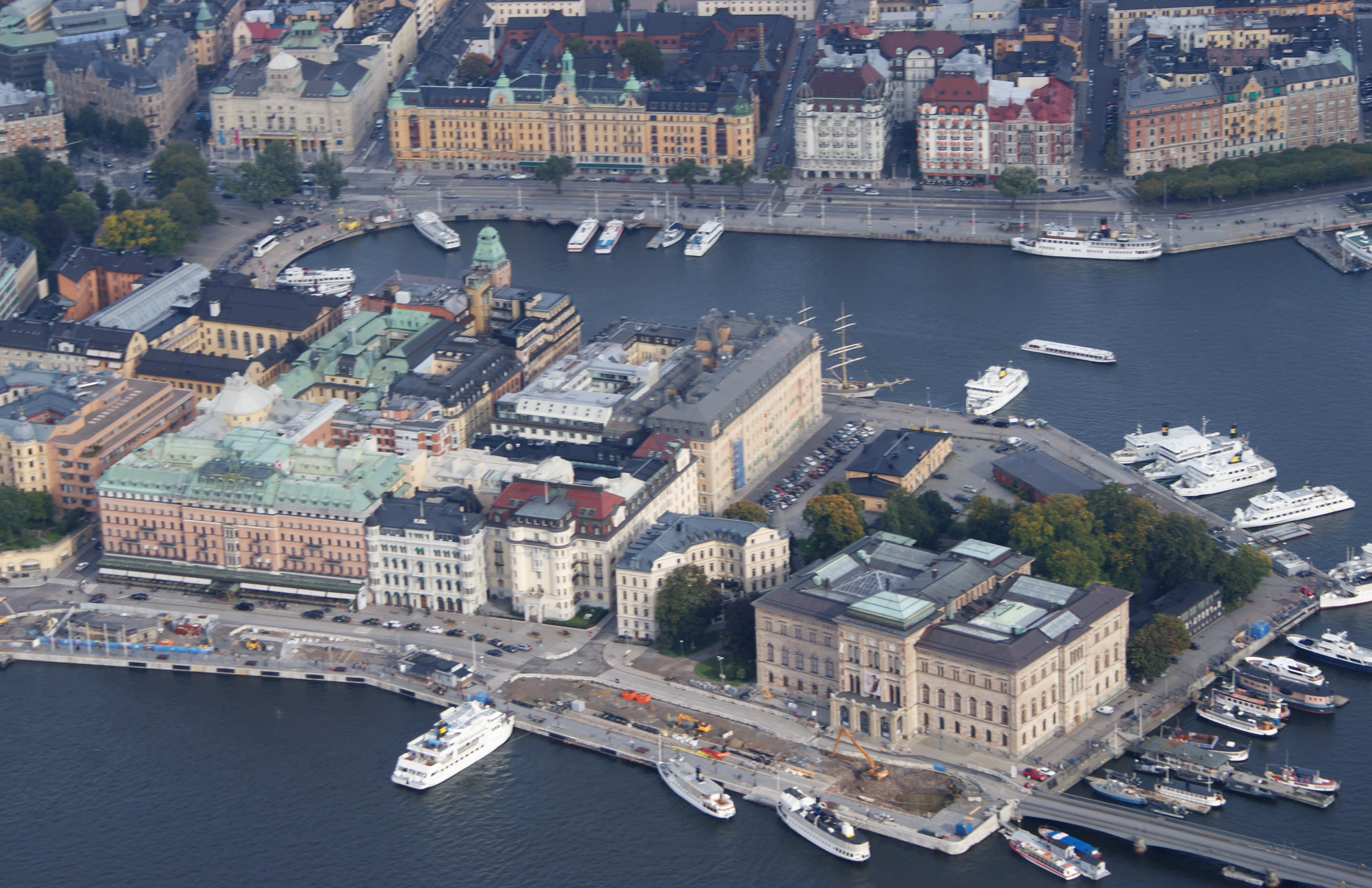
Blasieholmen.
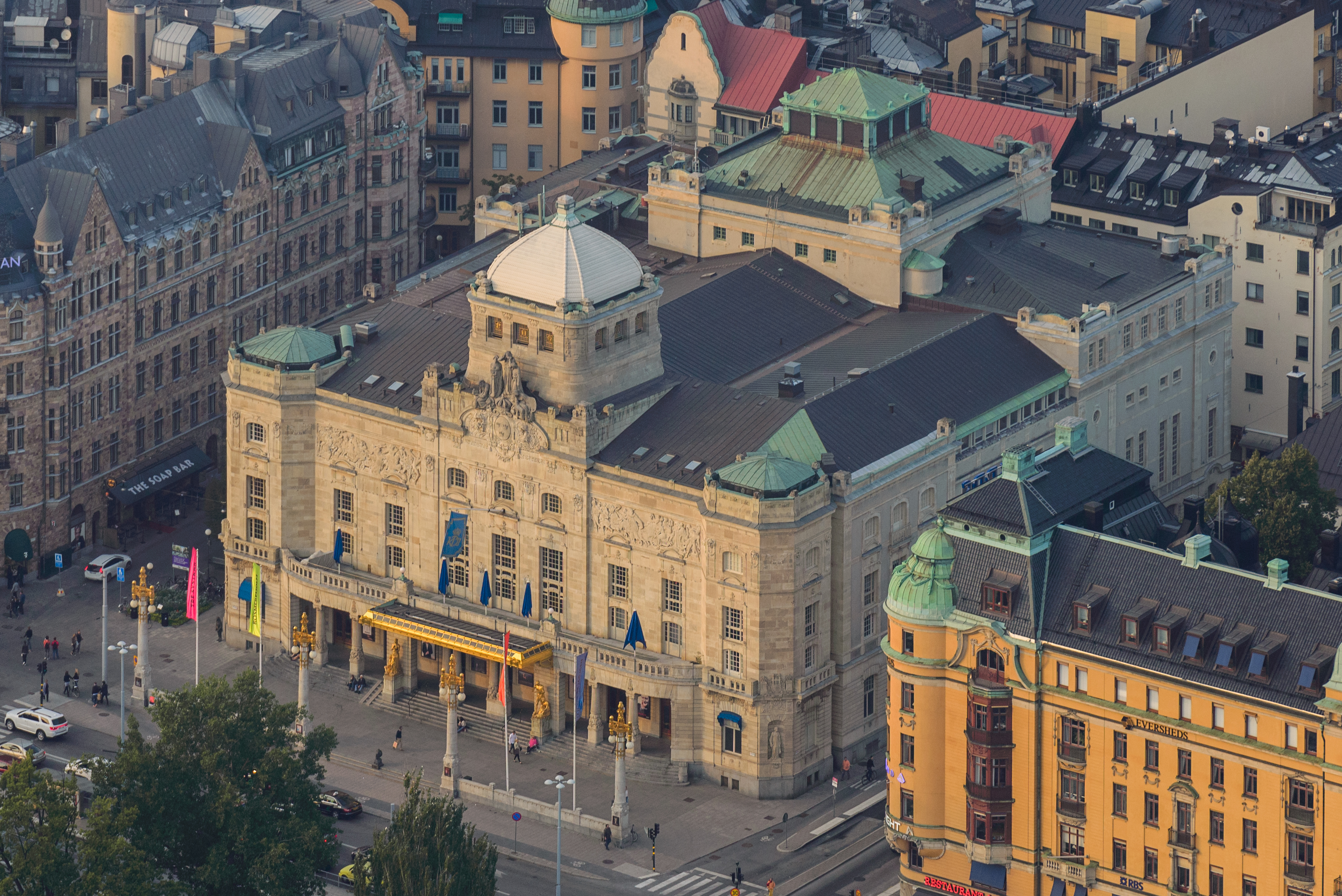
Théâtre dramatique royal.

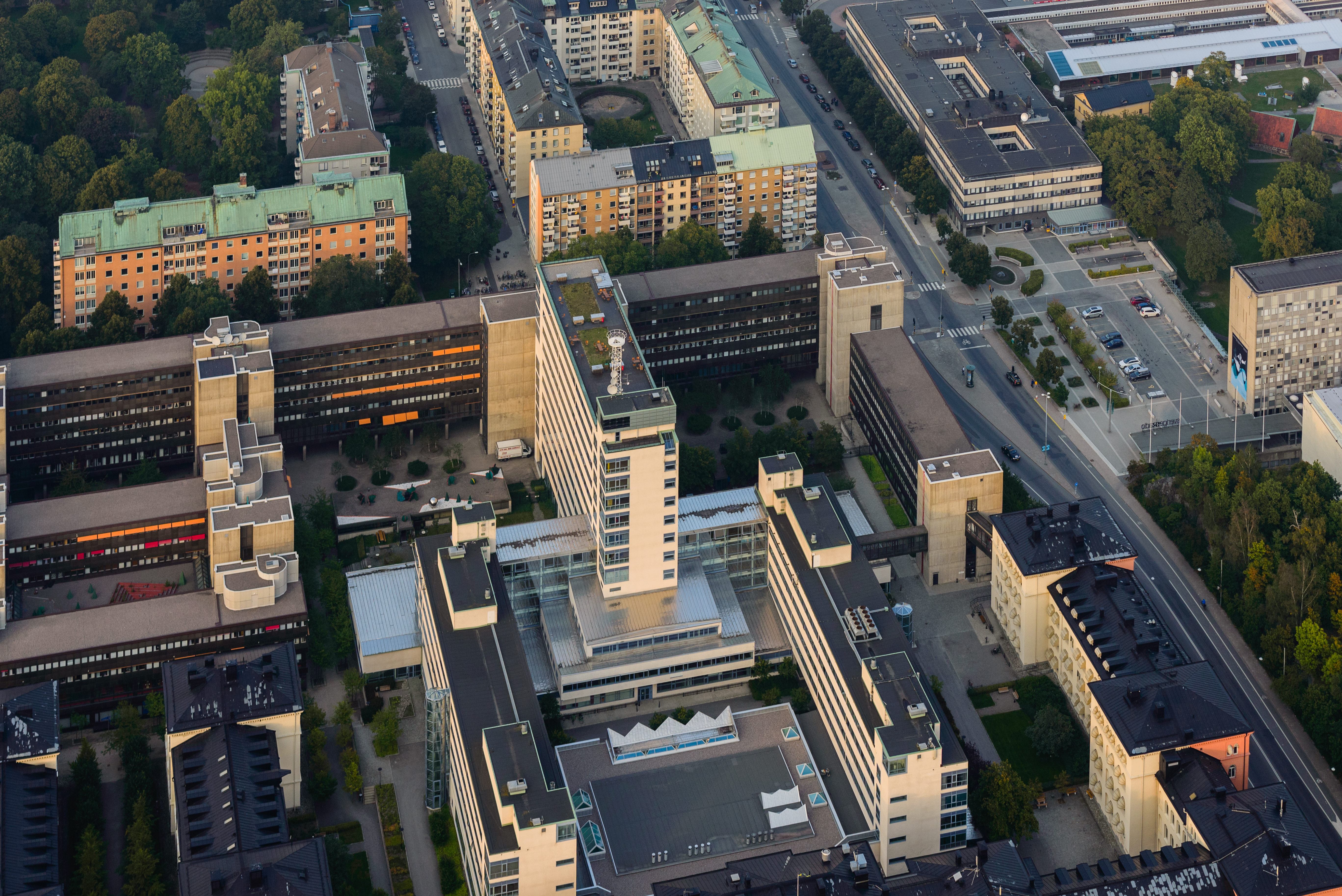
Garnisonen.
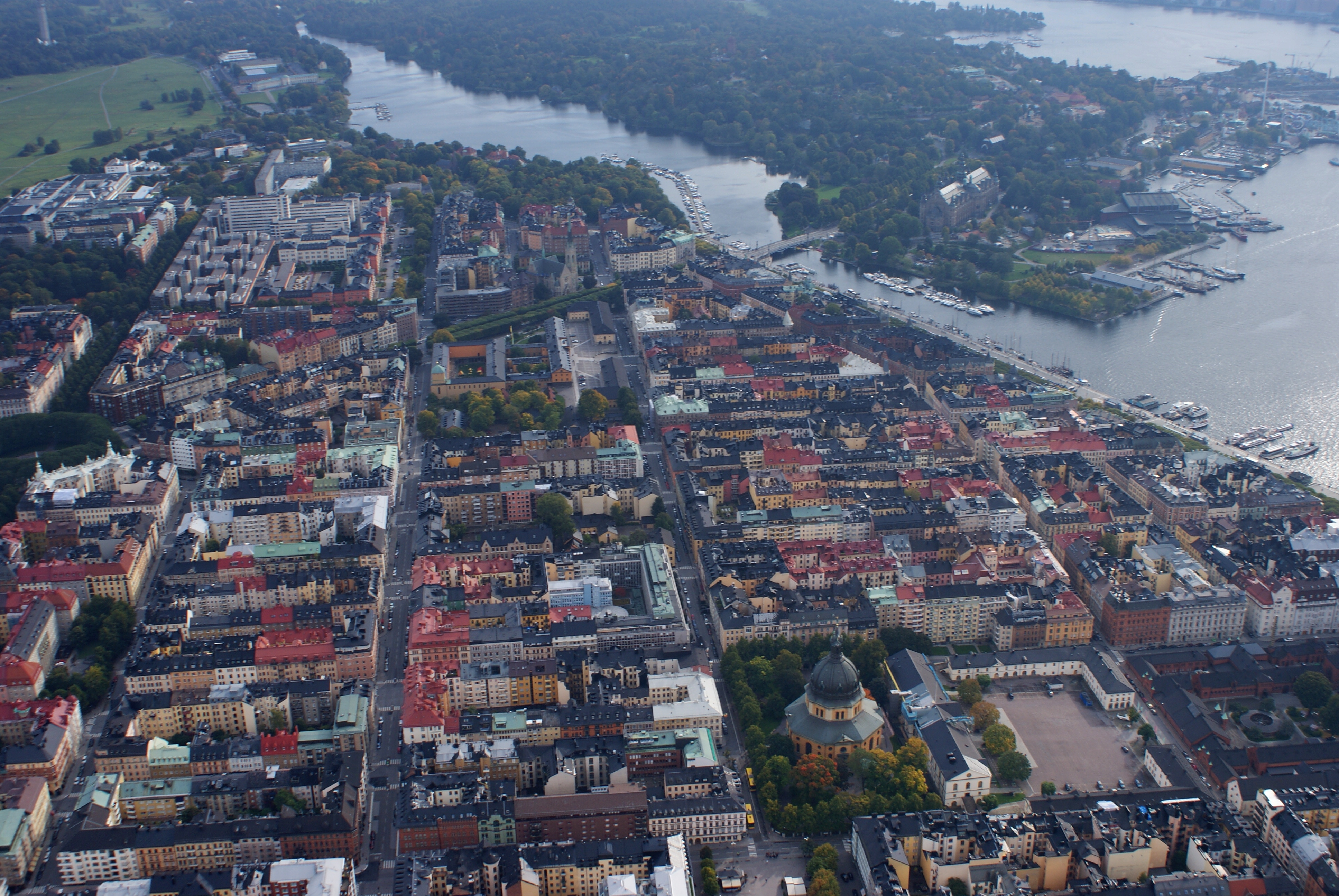
Nedre Östermalm.
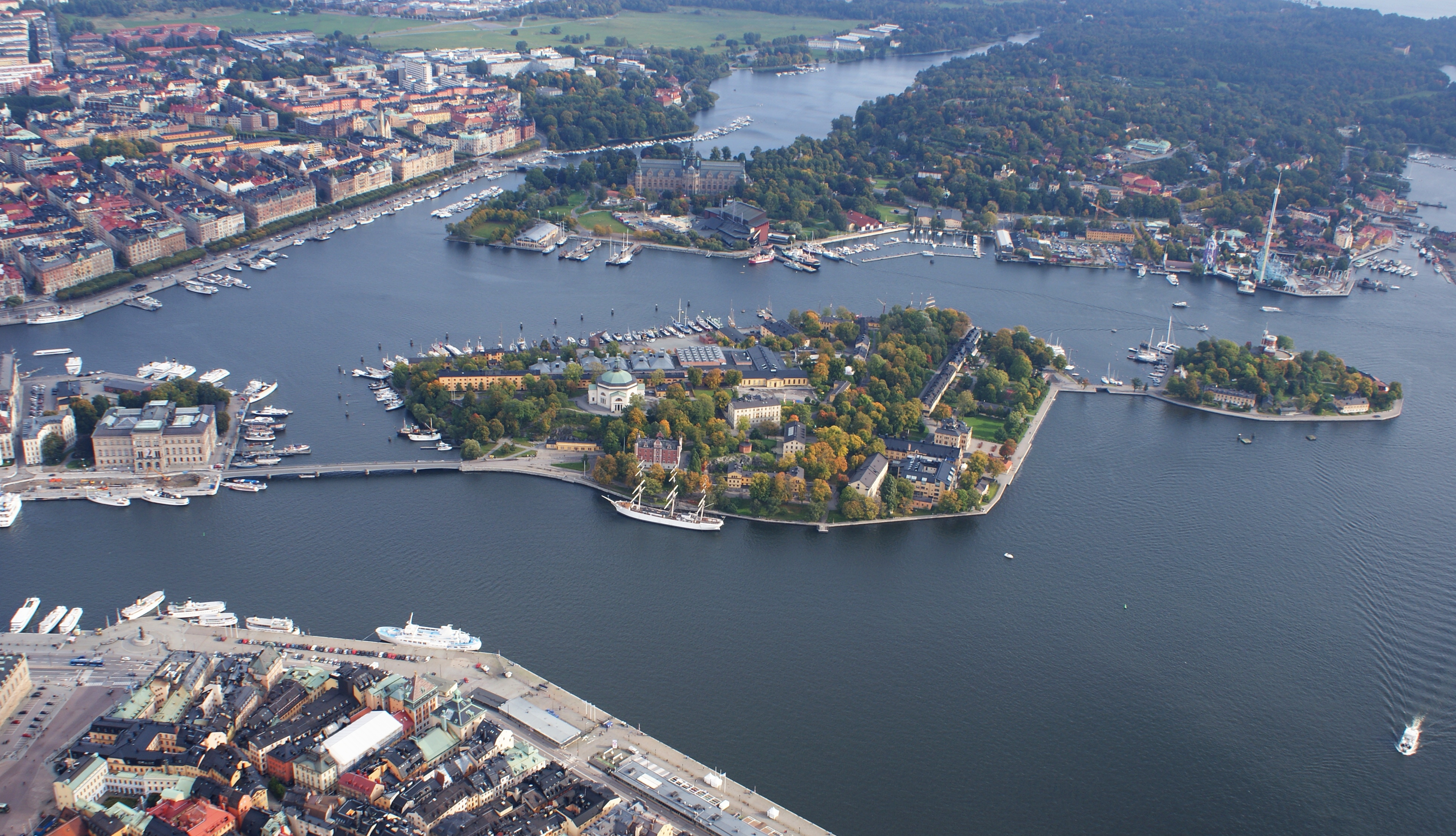
Saltsjön.
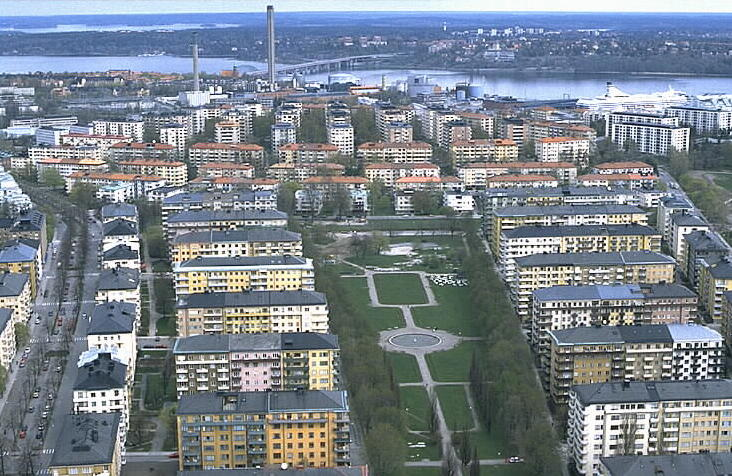
Innerstad.